# Jan Vančura (výtvarník)
Jan Vančura (3. dubna 1940 Milevsko – 15. prosince 2015 Praha) byl český výtvarník a scénograf.

## Život
Liberecký výtvarník Jan Vančura se narodil 3. dubna v roce 1940 v jihočeském Milevsku. V roce 1957 se vyučil se malířem skla v Novém Boru, dále studoval střední průmyslovou školu sklářskou v Železném Brodě. Po středoškolském studiu mezi lety 1961 až 1967 docházel do vyhledávaného Ateliéru skla profesora Stanislava Libenského na Vysoké škole uměleckoprůmyslové v Praze. Od roku 1976 začal spolupracovat s libereckým divadlem F. X. Šaldy jako scénograf. V roce 1986 zde přijal stálé angažmá. Navrhoval také scény a kostýmy pro činohru, balet a zejména operu také pro Národní divadlo v Praze, Národní divadlo v Brně, rovněž pro divadla v Ústí nad Labem, Plzni, Ostravě a mnoha dalších. Za svou tvorbu získal Vančura řadu ocenění, nejvýznamnější jsou trofeje z mezinárodní soutěžní přehlídky scénografie Pražské Quadriennale například v roce 1991 získal zlatou medaili za scénografii ve slavném představení Mozartově Kouzelné flétně. Zemřel 15. prosince 2015 v Praze.

## Dílo
Ve volné malířské tvorbě se věnuje především romantizující malbě letadel a lokomotiv, později reálných i imaginárních divadelních interiérů a exteriérů nebo krajin, a od 80. let začal vytvářet prostorové objekty na pomezí instalace a scénografie. Svoje dílo realizoval v rámci architektury liberecké Léčebny dlouhodobě nemocných, kde vytvořil teatrální dřevěnou bránu.